# برونو مينيرو
برونو مينيزيس سواريس (بالبرتغالية: Bruno Menezes Soares‏) المعروف باسم برونو مينيرو (ولد في 2 فبراير 1983) هو لاعب كرة قدم برازيلي يلعب كمهاجم.